# Diplotaxis simplex
Diplotaxis simplex är en skalbaggsart som beskrevs av Blanchard 1851. Diplotaxis simplex ingår i släktet Diplotaxis och familjen Melolonthidae. Inga underarter finns listade i Catalogue of Life.